# 季方 (正德進士)
季芳（1488年—？），又作季方，字子坤，號宗山，山西振武衛旗籍直隸高郵州人，明朝政治人物。

## 生平
正德八年（1513年）癸酉科山西鄉試第六名舉人。正德十二年（1517年）中式丁丑科會試第二百九十二名，登第三甲第一百二十八名進士。選翰林院庶吉士。十四年八月授检讨，嘉靖四年（1525年）六月以《武宗实录》顺治成，升修撰，八年七月外放为河南布政使司右参议，卒于官。

## 家族
曾祖季興；祖父季源，贈監察御史；父季春，曾任大理寺右少卿。母李氏（封孺人）。具庆下。弟季良、季齊。